# Merneit
Merneit byla egyptskou královskou manželkou a regentkou během 1. dynastie. Možná i oficiálně vládla jako faraon, byla by tak druhou ženskou vladařkou ve starověkém Egyptě po Neithotep ( ). Mohla být Džerovou dcerou, Džetovou manželkou a matkou faraona Dena.

## Rodina
Merneit je spojena s králi Džerem, Džetem a Denem. Možná byla dcerou Džera, ale neexistují žádné skutečné důkazy. V hrobce Dena byl nalezen pečetní váleček s jejím jménem, možná byla Denovou matkou. Jako matka Dena by pak byla pravděpodobně i manželkou Džeta. O její vlastní matce není nic známo. V Abydu byl nalezen fragment ze slonoviny se zbytky dvou postav. Je možné, že zobrazovaly Merneit společně s jejím synem Denem.

## Život
Její syn Den byl možná příliš mladý na to, aby vládl když Džet zemřel, takže mohla vládnout jako regentka za svého syna, dokud nebyl Den dospělý na to, aby se ujal vlády sám. Stejně tak to mohlo být i s Neithhotep, která mohla vládnout stejným způsobem poté, co její údajný manžel Narmer zemřel a její syn byl na vládu příliš mladý. Její jméno bylo napsáno na pečeti z Nakády uvnitř serechu, což bylo způsob, jakým byla psána jména králů. To by znamenalo, že Merneit mohla být druhou ženou v Egyptě, co známe, která vládla jako faraon.
Nejsilnějším důkazem její vlády je její hrobka. Nachází se v Abydu "Hrobka Y" je jedinečná mezi zbylými výhradně mužskými hrobkami. Merneit byla pohřbena poblíž Džeta a Dena. Její hrobka je stejně honosná jako hrobky králů z této doby. U hrobky byly objeveny dvě stély nesoucí její jméno. Její jméno není ale zahrnuto v seznamech králů z Nové říše, ani na pečeti obsahující seznam faraonů nalezené v hrobce Kaa.

## Hrobky v Abydu a Sakkáře

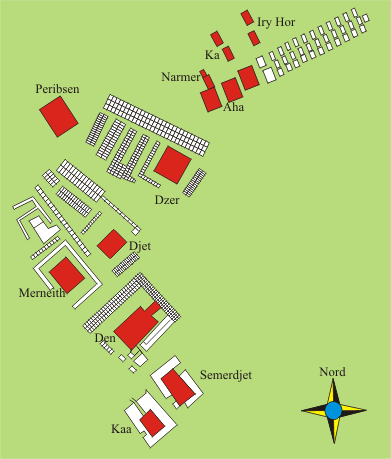
Pohřebiště B v Umm el-Káb, hrobky faraonů první a druhé dynastie

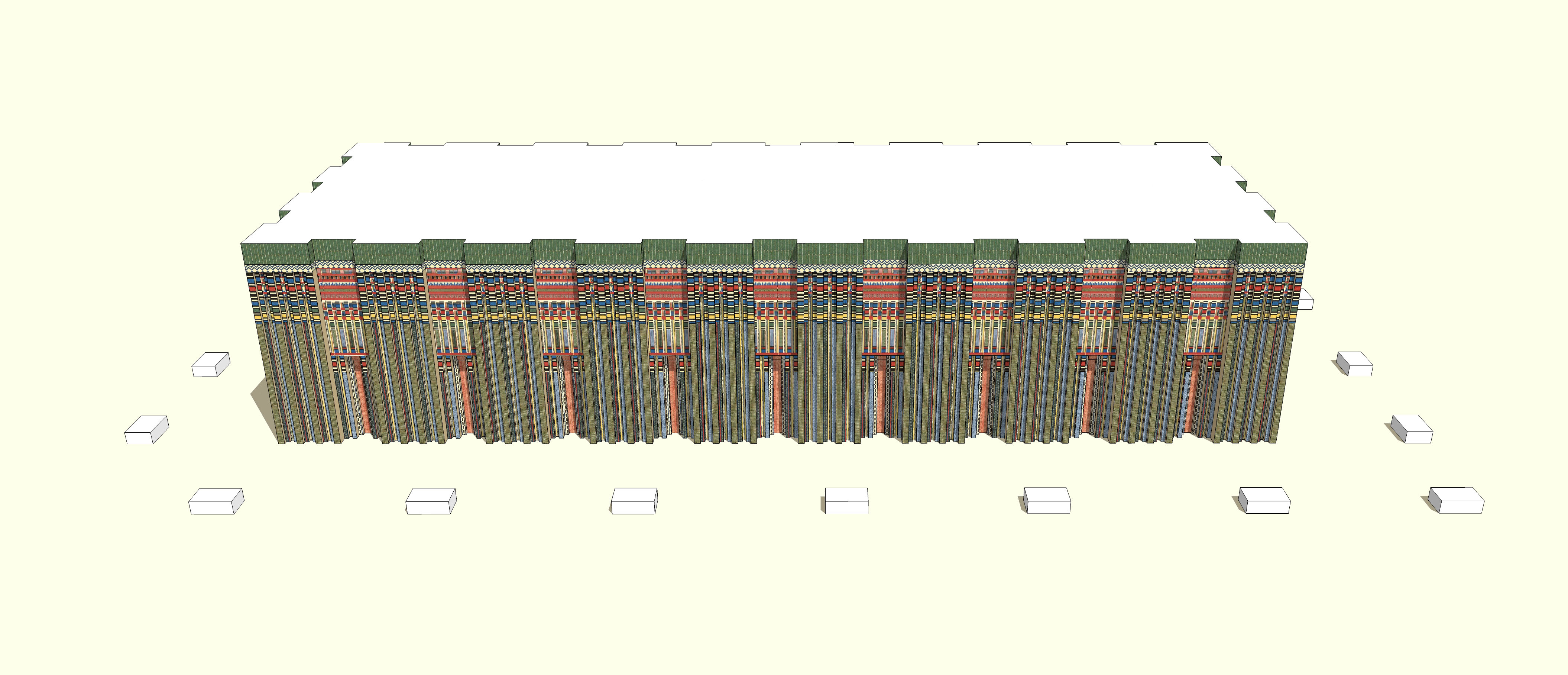
Rekonstrukce mastaby S3503 na Sakkáře

V roce 1900 Flinders Petrie objevil její hrobku. Nejprve si myslel, že patří nějakému neznámému faraonovi. Hrobka obsahuje velikou podzemní komoru, která byla obklopena s nejméně 40 hroby pro služebníky. Dle všeho byli tito služebníci obětováni a měli doprovázet zemřelého v podsvětí. Po konci 1. dynastie tyto tradice lidských obětí dle všeho vymizely. V její hrobce objevili archeologové solární bárku,, která měla umožnit cestovat se slunečním božstvem do posmrtného života. Abydos byl místem mnoha starověkých chrámů, včetně Umm el-Káb, královské nekropole, kde byli pohřbeni nejranější faraoni Egypta. Tyto hrobky byly později považovány za velmi významné pohřebiště.

Druhá hrobka, připisovaná Merneith, se nachází v Sakkaře („Hrobka 3503“), na pouštní pláni za nově založeným městem Memphis. V hrobce byly nalezeny hroby, na kterých bylo napsáno její jméno, jako kamenné vázy a džbány. V jednom případě se její jméno objeví v serekhu.